# Jaguar Mark 1
O Jaguar Mark 1 é um sedã britânico produzido pela Jaguar entre 1955 e 1959. Foi referido na documentação contemporânea da empresa como Jaguar 2.4 Litre e Jaguar 3.4 Litre. Sua designação como Mark 1 foi retroativa, após sua substituição em outubro de 1959 pelo Mark 2 de 2,4 litros da Jaguar. O 2,4 litros foi o primeiro sedã pequeno da empresa desde o fim de seus carros de 1½ e 2½ litros em 1949, e foi um sucesso imediato, facilmente superando os maiores e mais caros sedãs Jaguar.
O sedã de 2,4 litros foi anunciado em 28 de setembro de 1955. O sedã de 3,4 litros anunciado 17 meses depois nos EUA em 26 de fevereiro de 1957 foi projetado para o mercado americano e inicialmente não estava disponível gratuitamente no mercado interno.